# ۲-نفتیل‌آمین
۲-نفتیل‌آمین (به انگلیسی: 2-Naphthylamine) با فرمول شیمیایی C۱۰H۹N یک ترکیب شیمیایی است. که جرم مولی آن ۱۴۳٫۱۹ g/mol می‌باشد. 